# Royal Rumble 2025
Royal Rumble (2025) was de 38ste professioneel worstel-pay-per-view (PPV) en WWE Network evenement van Royal Rumble dat georganiseerd werd door WWE voor hun Raw, SmackDown en NXT brands. Het evenement stond gepland voor 1 februari 2025 in het Lucas Oil Stadium in Indianapolis, Indiana. Dit was ook WWE's eerste PPV- en livestream-evenement dat in de meeste markten buiten de VS op Netflix werd uitgezonden, na de overstap van WWE Network naar de dienst in januari 2025.

## Matches
| Nr. | Match | Winnaar(s)                                                        | Opmerkingen                                                    | Bron  |
| --- | --- | ----------------------------------------------------------------- | -------------------------------------------------------------- | ----- |
| 1   | 30-Man Royal Rumble Match voor een wereldkampioenschapswedstrijd bij het evenement WrestleMania 41.      | Jey Uso won door John Cena als laatste te elimineren.             | Men's Royal Rumble Match                                       |       |
| 2   | 30-Woman Royal Rumble Match voor een vrouwlijkkampioenschapswedstrijd bij het evenement WrestleMania 41. | Charlotte Flair won door Roxanne Perez als laatste te elimineren. | Women's Royal Rumble Match                                     |       |
| 3   | Cody Rhodes (vk) vs Kevin Owens                                                                          | Cody Rhodes                                                       | Ladder Match voor het WWE Universal Championship               | [ 3 ] |
| 4   | #DIY (Johnny Gargano & Tommaso Ciampa) (c) vs. Motor City Machine Guns (Alex Shelley & Chris Sabin)      | #DIY (Johnny Gargano & Tommaso Ciampa)                            | 2 uit 3 tag team wedstrijd voor het WWE Tag Team Championship. | [ 5 ] |

### Vrouwen Royal Rumble-wedstrijd
| #  | Deelnemers       | Brand/Status | Order | Uitgeschakeld door     | Tijd    | Eliminatie(s) |
| -- | ---------------- | ------------ | ----- | ---------------------- | ------- | ------------- |
| 1  | Iyo Sky          | Raw          | 21    | Nia Jax                |         | 1             |
| 2  | Liv Morgan       | Raw          | 24    | Nia Jax                |         | 2             |
| 3  | Roxanne Perez    | NXT          | 29    | Charlotte Flair        | 1:07:47 | 1             |
| 4  | Lyra Valkyria    | Raw          | 2     | Ivy Nile               |         | 0             |
| 5  | Chelsea Green    | SmackDown    | 9     | Piper Niven            |         | 2             |
| 6  | B-Fab            | SmackDown    | 1     | Chelsea Green          |         | 0             |
| 7  | Ivy Nile         | Raw          | 3     | Maxxine Dupri          |         | 1             |
| 8  | Zoey Stark       | Raw          | 5     | Bianca Belair en Naomi |         | 1             |
| 9  | Lash Legend      | NXT          | 8     | Chelsea Green          |         | 0             |
| 10 | Bianca Belair    | SmackDown    | 23    | Nia Jax                |         | 1             |
| 11 | Shayna Baszler   | Raw          | 6     | Bayley                 |         | 1             |
| 12 | Bayley           | Raw          | 26    | Nikki Bella            |         | 1             |
| 13 | Sonya Deville    | Raw          | 7     | Iyo Sky                |         | 1             |
| 14 | Maxxine Dupri    | Raw          | 4     | Pure Fusion Collective |         | 1             |
| 15 | Naomi            | SmackDown    | 22    | Nia Jax                |         | 1             |
| 16 | Jaida Parker     | NXT          | 10    | Jordynne Grace         |         | 0             |
| 17 | Piper Niven      | SmackDown    | 14    | Charlotte Flair        |         | 1             |
| 18 | Natalya          | Raw          | 11    | Liv Morgan             |         | 0             |
| 19 | Jordynne Grace   | Vrije Agent  | 15    | Giulia                 |         | 1             |
| 20 | Michin           | SmackDown    | 13    | Charlotte Flair        |         | 0             |
| 21 | Alexa Bliss      | Vrije Agent  | 12    | Liv Morgan             |         | 0             |
| 22 | Zelina Vega      | SmackDown    | 16    | Nia Jax                |         | 0             |
| 23 | Candice LeRae    | SmackDown    | 17    | Trish Stratus          |         | 0             |
| 24 | Stephanie Vaquer | NXT          | 20    | Nia Jax                |         | 0             |
| 25 | Trish Stratus    | HOF          | 18    | Nia Jax                |         | 1             |
| 26 | Raquel Rodriguez | Raw          | 19    | Nia Jax                |         | 0             |
| 27 | Charlotte Flair  | SmackDown    | —     | Winnaar                |         | 4             |
| 28 | Giulia           | NXT          | 25    | Roxanne Perez          |         | 1             |
| 29 | Nia Jax          | SmackDown    | 28    | Charlotte Flair        |         | 9             |
| 30 | Nikki Bella      | HOF          | 27    | Nia Jax                |         | 1             |

1. ↑  Nieuwe recordtijd
2. ↑  De groepsnaam waaruit Shayna Baszler, Sonya Deville,  en Zoey Stark bestaat

### Mannen Royal Rumble-wedstrijd
| #  | Deelnemers               | Brand/Status | Order | Uitgeschakeld door               | Tijd  | Eliminatie(s) |
| -- | ------------------------ | ------------ | ----- | -------------------------------- | ----- | ------------- |
| 1  | Rey Mysterio             | Raw/HOF      | 6     | Jacob Fatu                       | 24:41 | 0             |
| 2  | Penta                    | Raw          | 14    | Finn Bálor                       | 42:05 | 1             |
| 3  | Chad Gable               | Raw          | 5     | Jacob Fatu                       | 21:38 | 0             |
| 4  | Carmelo Hayes            | SmackDown    | 1     | Bron Breakker                    | 06:59 | 0             |
| 5  | Santos Escobar           | SmackDown    | 2     | Bron Breakker                    | 05:42 | 0             |
| 6  | Otis                     | Raw          | 3     | Bron Breakker & IShowSpeed       | 09:43 | 1             |
| 7  | Bron Breakker            | Raw          | 12    | Roman Reigns                     | 22:26 | 4             |
| 8  | IShowSpeed               | Beroemdheid  | 4     | Bron Breakker & Otis             | 00:56 | 1             |
| 9  | Sheamus                  | Raw          | 10    | Roman Reigns                     | 15:38 | 0             |
| 10 | Jimmy Uso                | SmackDown    | 13    | Jacob Fatu                       | 15:34 | 0             |
| 11 | Andrade                  | SmackDown    | 7     | Jacob Fatu                       | 03:17 | 0             |
| 12 | Jacob Fatu               | SmackDown    |       | Braun Strowman                   | 24:16 | 4             |
| 13 | Ludwig Kaiser            | Raw          | 8     | Penta                            | 00:06 | 0             |
| 14 | The Miz                  | SmackDown    | 9     | Roman Reigns                     |       | 0             |
| 15 | Joe Hendry               | TNA          | 11    | Roman Reigns                     |       | 0             |
| 16 | Roman Reigns             | SmackDown    | 26    | CM Punk & Seth “Freakin” Rollins |       | 5             |
| 17 | Drew McIntyre            | Raw          | 21    | Damian Priest                    |       | 0             |
| 18 | Finn Bálor               | Raw          | 18    | John Cena                        |       | 1             |
| 19 | Shinsuke Nakamura        | SmackDown    | 15    | Jey Uso                          |       | 0             |
| 20 | Jey Uso                  | Raw          | —     | Winnaar                          |       | 3             |
| 21 | AJ Styles                | SmackDown    | 24    | Logan Paul                       |       | 1             |
| 22 | Braun Strowman           | SmackDown    | 17    | John Cena                        |       | 1             |
| 23 | John Cena                | Vrije Agent  | 29    | Jey Uso                          |       | 3             |
| 24 | CM Punk                  | Raw          | 27    | Logan Paul                       |       | 2             |
| 25 | Seth "Freakin" Rollins   | Raw          | 25    | CM Punk & Roman Reigns           |       | 1             |
| 26 | "Dirty" Dominik Mysterio | Raw          | 19    | Damian Priest                    |       | 0             |
| 27 | Sami Zayn                | Raw          | 20    | Jey Uso                          |       | 0             |
| 28 | Damian Priest            | SmackDown    | 22    | LA Knight                        |       | 2             |
| 29 | LA Knight                | SmackDown    | 23    | AJ Styles                        |       | 1             |
| 30 | Logan Paul               | Raw          | 28    | John Cena                        |       | 2             |

1. ↑  Verving Akira Tozawa nadat Tozawa werd aangevallen door  Carmelo Hayes.
2. ↑  Otis was al uitgeschakeld en hielp breakker om ook Ishowspee uit te schakelen.